# سندی وینفلد
سندی وینفلد (انگلیسی: James A. Winnefeld Jr.؛ زادهٔ ۲۴ آوریل ۱۹۵۶) سیاست‌مدار و ادمیرال بازنشسته نیروی دریایی ایالات متحده آمریکا است، که در فاصله سال‌های ۲۰۱۱ تا ۲۰۱۵ به‌عنوان نهمین جانشین رئیس ستاد مشترک فعالیت می‌کرد. وی از سال ۲۰۲۲ رئیس هیئت مشاوران اطلاعاتی رئیس‌جمهور است.
وینفلد فعالیت نظامی را از سال ۱۹۷۸ در نیروی دریایی آمریکا آغاز کرد، از ۲۰۰۰ تا ۲۰۰۱ فرمانده یواس‌اس کلیولند و از ۲۰۰۱ تا ۲۰۰۲ فرمانده ناوهواپیمابر یواس‌اس انترپرایز بود، از ۲۰۰۲ تا ۲۰۰۳ فرماندهی ناوگروه ضربت ۲ را برعهده داشت و از ۲۰۰۷ تا ۲۰۰۸ فرمانده ناوگان ششم ایالات متحده آمریکا بود.
وی از ۲۰۰۸ تا ۲۰۱۰ به‌عنوان مدیر طرح‌ها و سیاست‌های استراتژیک ستاد مشترک نیروهای مسلح ایالات متحده آمریکا فعالیت می‌کرد، از ۲۰۱۰ تا ۲۰۱۱ فرماندهی شمالی ایالات متحده آمریکا و با حفظ سمت فرماندهی دفاع هوافضای آمریکای شمالی را برعهده داشت. او در جنگ خلیج فارس، جنگ در افغانستان و جنگ عراق حضور داشت و در سال ۲۰۱۵ پس از ۳۷ سال خدمت از نیروهای مسلح آمریکا بازنشسته شد.